# Exèrcit de Resistència Rahanweyn
L'Exèrcit de Resistència Rahanweyn (o Exèrcit de la Resistència Rahanweyn, o Exèrcit de Resistència dels Rahanweyn), anagrama ERR, també anomenada Exèrcit de Resistència Reewin, és un moviment polític i militar del grup rahanweyn, emparentats amb els somalis però de llengua diferenciada. Opera principalment a les regions de Bay i Bakool, però també a Shabeellaha Hoose, Jubbada Dhexe, Gedo, i ocasionalment a Jubbada Hoose. El seu cap principal és Hasan Muhammad Nur Shatigadud i altres líders eren All Mohamed Marguus, Mohamud Mohamed Ahmed ‘Boonow' i Sayyid Ahmed.
Després de la conquesta de Baidoa per Muhammad Fara Hassan, àlies Aydid de l'Aliança Nacional Somali (17 de setembre) i proclamat president de Somàlia, les forces del Moviment Democràtic Somali que el març del 1995 havien establert un govern local autònom (Consell Suprem de Govern dels Digil-Mirifle) a les sis regions, van haver de fugir. El 13 d'octubre de 1995 es va celebrar una shir o assemblea a Jhaffey, a l'oest de Baidoa, on es va decidir fundar un moviment de resistència, i fou creat l'Exèrcit de Resistència Rahanweyn del que fou nomenat cap al coronel Hassan Mohamed Nur, "Shaargaduud" (Camisa vermella) amb un comitè executiu d'oficials, caps tradicionals, líders religiosos, i intel·lectuals. Poc després era ocupada Huddur a Bakool, per les forces d'Aydid.
El mateix octubre l'ERR ja va començar a actuar. També va iniciar el reclutament, entrenament i armament de milicians. L'entrenament fou dirigit per antics oficials i els clans van aportar armes i diners. També es va rebre ajuda etíop. Al començament del 1996 els rahanweyn van atacar Huddur i Baidoa, sense gaire èxit. El 2 d'agost del 1996 Aydid va morir a Mogadiscio i el va succeir el dia 4 el seu fill Hussein Mohammed Farah Aydid jr., però els rahanweyn van rebutjar obrir negociacions si el seu territori no era evacuat
L'octubre de 1998 l'Exèrcit, amb ajut etíop, va derrotar a Aydid jr a Huddur. Les milícies de l'Aliança Nacional Somali es van retirar cap a Baidoa. El 6 de juny de 1999 l'Exèrcit entrava a Baidoa. La lluita es va traslladar després al sud a la regió de Shabeellaha Hoose on probablement l'ERR va crear (o en fou estret aliat) l'Exèrcit de Salvació Digil, i els combats no es van aturar fins a la conferència de reconciliació d'Arta a Djibouti (maig-agost del 2000) que va establir el Govern Nacional de Transició, i que va aturar els combats. El desembre de 1999 l'ERR va establir una administració autònoma de les regions de Bay i Bakool.
Al procés d'Arta (Djibouti) el 2000, l'ERR no hi va assistir (o se'n va retirar) i es va negar a reconèixer al Govern Nacional de Transició (GNT). Com acte de protesta i per fer balança a la influència a les regions de Bakool i Bay del Consell de Reconciliació i Restauració de Somàlia (format a principis del 2001 per Aydid jr, que el maig havia pres el poder a Mogadiscio i es negava també a reconèixer al GNT), es va constituir l'estat de Somàlia del Sud-oest l'1 d'abril del 2002. El 2001 l'ERR s'enfrontava a les milícies de l'Exèrcit de Salvació Digil i l'Exèrcit de Salvació Rahanweyn que s'havia format a l'àrea de Buurhakaba a finals dels 2000 o començament del 2001, potser escindit de l'ERR. També en aquest temps l'ERR va plantar nombroses mines antipersones a les zones conflictives. però l'11 de novembre del 2002 va participar junt amb 15 faccions més a la Comissió sobre prohibició d'aquestes mines
Van esclatar conflictes en el si de l'ERR entre Shargudud, i els seus lloctinents Sheikh Aden Madobe i Mohamed Ibrahim Habsade. El primer volia una aliança amb Aydid jr (oposat al GNT) i els altres dos volien una aliança al GNT. Els dos lloctinents es van revoltar i van ocupar Baidoa el 3 d'octubre del 2002; el 14 de desembre Shargudud, que conservava fortes posicions a Bay i Bakool, la va recuperar però es va haver de retirar el 16 de desembre. El 23 de setembre de 2003 Madobe i Shargudud es van reconciliar i van participar en el segon govern de transició o Govern Federal de Transició (GFT, 2004) on foren junt amb Habsade membres del Parlament Federal de Transició)
El gener del 2005, els ancians del clan rahanweyn i els líders de la societat civil van intentar reconciliar a Shatigadud, Madobe i Habsade. En aquest mes Shatigadud i Madobe foren nomenats ministres del GFT dirigit pel primer ministre Ali Muhammad Ghedi.
El març del 2005 Habsade els va expulsar i va prendre el poder a la ciutat i rodalia, mentre Shargudud mantingué una base de poder a bona part de les dues regions. El maig del 2005 Habsade va acusar Madobe i Shatigudud d'atacar Baidoa per instal·lar allí al president federal Abdullahi Yusuf Ahmed que era a Bosaso i que el juliol es va traslladar a Jowhar al nord de Mogadiscio. Avançat 2005 els tres caps rahanweyn es van reconciliar i finalment el president Yusuf es va poder instal·lar a la ciutat junt amb el primer ministre (10 de febrer del 2006) i es va acordar que en aquesta ciutat es reuniria el parlament que abans es reunia a Kenya per motius de seguretat. Sharggudud fou nomenat president del Consell de Govern dels Rahanweyn, del que Madobe i Habsade eren també membres destacats; el govern local de Baidoa romania en mans d'Habsade.
Després de la conquesta de Mogadiscio per la Unió de Corts Islàmiques de Somàlia el 6 de juny del 2006 la milícia de Botan Ise Alin, que era una de les que formaven l'Aliança per la Restauració de la Pau i contra el Terrorisme, es va rendir a l'ERR.
El juny del 2006 els islamistes eren davant de Baidoa, que finalment fou atacada el 20 de desembre, provocant la intervenció etíop; amb aquest suport l'ERR, que formava la quasi totalitat de les forces del govern federal, van derrotar els islamistes i els van rebutjar (batalla de Baidoa).
L'Exèrcit de Resistència Rahanweyn continuà tenint el poder a la regió com a principal suport al sud del govern federal (que al nord té el suport de Puntland). A la segona meitat del 2007 i el 2008 els islamistes, reorganitzats, van recuperar el control de Bay i Bakool excepte el districte de Baidoa.